# جون إتش إلسي
جون إتش إلسي (بالإنجليزية: Jon H. Else)‏ هو مخرج أمريكي، ولد في 16 يونيو 1944.

## وصلات خارجية
- جون إتش إلسي على موقع IMDb (الإنجليزية)
- جون إتش إلسي على موقع ألو سيني (الفرنسية)
- جون إتش إلسي على موقع أول موفي (الإنجليزية)
- جون إتش إلسي على موقع أول موفي (الإنجليزية)
- جون إتش إلسي على موقع قاعدة بيانات الأفلام السويدية (السويدية)
- جون إتش إلسي على موقع قاعدة بيانات الفيلم (الإنجليزية)
- جون إتش إلسي على موقع كينوبويسك (الروسية)